# Jhon Solís
Jhon Elmer Solís Romero (Guacarí, 3 ottobre 2004) è un calciatore colombiano, centrocampista del Girona.

## Carriera

### Club
Solís ha iniziato la sua carriera nel club locale del Racing de Guacarí prima di passare all'Atlético Nacional. Nel 2022 è stato aggregato alla prima squadra dopo aver vinto il campionato Under-17 l'anno precedente, ed il 28 febbraio ha debuttato scendendo in campo dal primo minuto contro l'Atlético Bucaramanga in Categoría Primera A. Ha concluso la sua prima stagione con 6 presenze, tutte disputate in campionato.
Nel 2023 è stato impiegato con più continuità entrando stabilmente a far parte della prima squadra.

### Nazionale
Ha giocato nelle nazionali giovanili colombiane Under-15 ed Under-16.

## Statistiche
Statistiche aggiornate al 5 agosto 2023.

### Presenze e reti nei club
Statistiche aggiornate all'11 maggio 2024.
| Stagione                 | Squadra                  | Campionato               | Campionato | Campionato | Coppe nazionali | Coppe nazionali | Coppe nazionali | Coppe continentali | Coppe continentali | Coppe continentali | Altre coppe | Altre coppe | Altre coppe | Totale | Totale | Totale |
| Stagione                 | Squadra                  | Comp                     | Pres       | Reti       | Comp            | Pres            | Reti            | Comp               | Pres               | Reti               | Comp        | Pres        | Reti        | Pres   | Reti   |        |
| ------------------------ | ------------------------ | ------------------------ | ---------- | ---------- | --------------- | --------------- | --------------- | ------------------ | ------------------ | ------------------ | ----------- | ----------- | ----------- | ------ | ------ | ------ |
| 2022                     | Atlético Nacional        | A                        | 1          | 0          | CC              | 0               | 0               | CL                 | 0                  | 0                  | -           | -           | -           | 1      | 0      |        |
| 2023                     | Atlético Nacional        | A                        | 13+5       | 0          | CC              | 2               | 0               | CL                 | 4                  | 0                  | SC          | 2           | 0           | 26     | 0      |        |
| Totale Atlético Nacional | Totale Atlético Nacional | Totale Atlético Nacional | 14+5       | 0          |                 | 2               | 0               |                    | 4                  | 0                  |             | 2           | 0           | 27     | 0      |        |
| 2023-2024                | Girona                   | PD                       | 18         | 0          | CR              | 4               | 0               | -                  | -                  | -                  | -           | -           | -           | 22     | 0      |        |
| Totale carriera          | Totale carriera          | Totale carriera          | 37         | 0          |                 | 6               | 0               |                    | 4                  | 0                  |             | 2           | 0           | 49     | 0      |        |

## Palmarès

### Club

#### Competizioni nazionali
- Campionato colombiano: 1

Atlético Nacional: 2022 (Apertura)
- Súper Liga: 1

Atlético Nacional: 2023